# سیارک ۵۳۲۸
سیارک ۵۳۲۸ (به انگلیسی: 5328 Nisiyamakoiti، نامگذاری:1989UH1) پنج هزار و سیصد و بیست و هشتمین سیارک کشف شده‌است که در ۲۶ اکتبر ۱۹۸۹ کشف شد.
قدر مطلق سیارک برابر ۲۵.۷ است.